# HMV
Sunrise Records and Entertainment Ltd., или HMV (сокращение от His Master’s Voice), ― британский ритейлер музыки и развлечений, в настоящее время работающий исключительно в Великобритании. Первый магазин под брендом HMV был открыт компанией Gramophone Company на лондонской Оксфорд-стрит в 1921 году. Название HMV также использовалось для телевизоров и радиоприёмников, выпускаемых с 1930-х годов. Розничная часть бизнеса начала расширяться в 1960-х годах, а в 1998 году была отделена от EMI, преемницы компании Gramophone, чтобы сформировать то, что впоследствии станет HMV Group.
HMV владела сетью книжных магазинов Waterstone’s с 1998 по 2011 год, а с августа 2007 года владеет музыкальным ритейлером Fopp. В феврале 2009 года компания приобрела ряд бывших магазинов Zavvi, а также в том же году занялась управлением концертными площадками, купив MAMA Group.
15 января 2013 года HMV Group plc вступила в административное управление. HMV Ireland объявила о банкротстве, и все ирландские магазины были закрыты. Продажа бизнеса HMV в Гонконге и Сингапуре частной инвестиционной фирме Aid Partners была завершена 28 февраля 2013 года. 5 апреля 2013 года HMV была выкуплена у администрации компанией Hilco UK примерно за 50 миллионов фунтов стерлингов. HMV Group plc, которая была зарегистрирована на Лондонской фондовой бирже и входила в индекс FTSE, была ликвидирована в июле 2014 года. HMV Canada ― бывшая дочерняя компания, которая была продана Hilco группой HMV в 2011 году. HMV Canada вступила в конкурсное производство в 2017 году после того, как на неё подала в суд компания Huk 10 Ltd., подставная компания, принадлежащая Hilco.
28 декабря 2018 года HMV объявила, что перешла в административное управление. 5 февраля 2019 года HMV была приобретена канадской компанией Sunrise Records, которая купила права аренды 70 бывших объектов недвижимости HMV в Канаде, чтобы продолжать использовать их в качестве магазинов звукозаписи. Sunrise планировала повторить стратегии роста, которые она использовала в Канаде, в том числе использовать возобновившийся интерес к виниловым фонографам. 12 октября 2019 года Sunrise Records открыла Хранилище в Бирмингеме, крупнейшем магазине звукозаписей HMV.
С 22 марта по 15 июня, а затем с 5 ноября по 2 декабря 2020 года и с 4 января 2021 года по 12 апреля 2021 года (в Англии) все магазины HMV были закрыты из-за пандемии COVID-19. В 2020-х годах HMV начала открывать новые и перемещать магазины, в том числе в местах, где ранее были закрытые филиалы HMV, например, в Солихалле.
В июле 2021 года HMV отметила свое 100-летие. В честь празднования фирма выпустила 37 виниловых альбомов ограниченным тиражом.
В 2021 году компания начала ребрендинг с новой арт-атмосферой. 
В апреле 2023 года было подтверждено, что HMV подписалась на повторное открытие магазина нового формата в своём на Оксфорд-стрит.